# Undaunted (Schiff, 1914)
Die Undaunted, auch HMS Undaunted, war ein Leichter Kreuzer der Arethusa-Klasse der britischen Marine, der zwischen 1914 und 1923 in Dienst stand. Die Undaunted versenkte mit vier Zerstörern am 17. Oktober 1914 vier deutsche Torpedoboote unter Georg Thiele im Seegefecht vor Texel und nahm an der Sicherung des Angriffs britischer Seeflugzeuge auf Cuxhaven am 25. Dezember 1914 und am Gefecht auf der Doggerbank am 24. Januar 1915 teil.
Die Undaunted wurde am 9. April 1923 zum Abbruch verkauft.

## Einsatzgeschichte

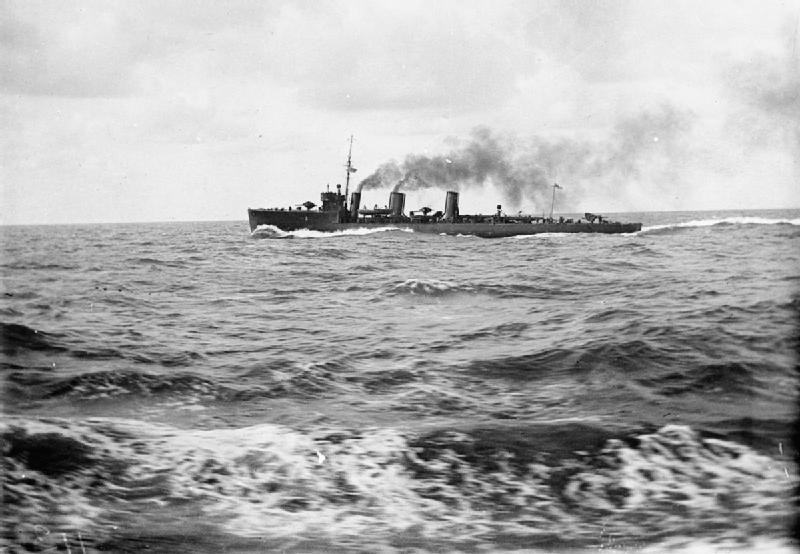
Loyal

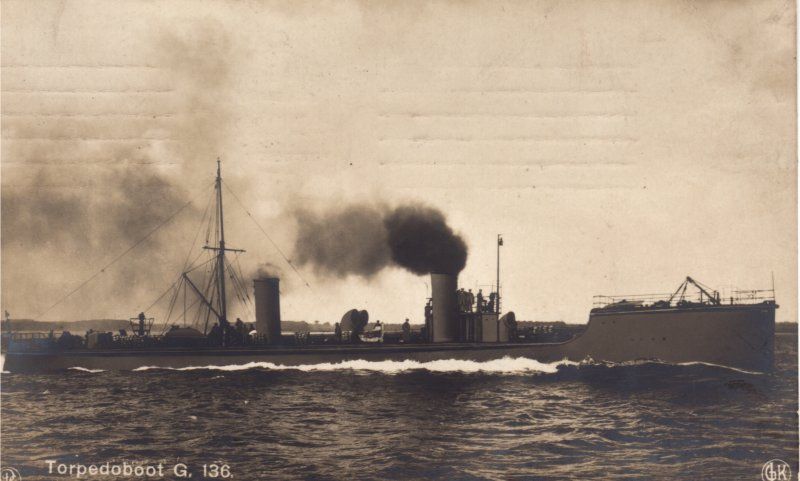
Deutsches Torpedoboot Typ 1898

Die am 28. April 1914 in Govan bei Fairfield vom Stapel gelaufene Undaunted wurde als zweites Schiff der Klasse in Dienst gestellt und löste ihr Schwesterschiff Arethusa als Flottillenführer der 3. Zerstörer-Flottille bei der Harwich Force ab, die bei ihrem ersten Einsatz im Seegefecht bei Helgoland am 28. August 1914 schwer beschädigt worden war. Ihr erster Kommandant wurde Captain Cecil H. Fox, der zuvor die Amphion befehligt hatte, die im Ersten Weltkrieg als erstes Schiff der Royal Navy am 6. August 1914 durch Minentreffer verloren gegangen war.

### Gefecht vor Texel
Am frühen Nachmittag des 17. Oktober 1914 stellte die Undaunted auf einer Routinepatrouille mit den zur 3. Flottille gehörenden Zerstörern Lennox, Legion, Loyal und der Lance, die schon an der Versenkung des Hilfsminenlegers Königin Luise beteiligt gewesen war, die deutsche 7. Torpedoboots-Halbflottille unter Korvettenkapitän Georg Thiele mit den Torpedobooten S 115, S 117, S 118 und als Flottillenführer S 119 vor Texel. Die deutsche Halbflottille kam aus Emden und sollte vor der Südküste Englands Minen legen.
Die britischen Schiffe waren den deutschen Booten artilleristisch weit überlegen. Zu beiden 152-mm- und sechs 102-mm-Geschützen der Undaunted kamen auf jedem der vier Zerstörer der Laforey-Klasse drei weitere 102-mm-Geschütze. Die vier älteren deutschen Boote vom Typ „Großes Torpedoboot 1898“ hatte nur je drei 5 cm-Kanonen von geringer Reichweite. Ihre stärkste Waffe waren die drei 45-cm-Torpedorohre, für die fünf Torpedos je Boot vorhanden waren. Undaunted konnte bis zu 28,5 Knoten laufen, die Zerstörer bis zu 29 kn. Ursprünglich hatten die deutschen Boote auch 28 kn erreicht. Die alten Boote aus dem Jahr 1904 erreichten jetzt aber mit ihren Kolbenmaschinen nur etwas über 18 kn, so dass ihr Fluchtversuch auch keine Chance hatte. Captain Fox hatte seinen Verband geteilt und griff mit Legion und Loyal zuerst S 118 an, das um 15:17 Uhr sank, während die beiden anderen Zerstörer S 115 so schwer getroffen hatten, das dieses Boot nicht mehr steuerbar war. Die beiden verbliebenen Torpedoboote versuchen einen Torpedoangriff auf die Undaunted, die den Torpedos ausweichen konnte und ihr Feuer auf die angreifenden Boote konzentrierte. Um 15:30 Uhr sank dann S 117, dem die Legion zuvor das Ruder zerschossen hatte. Um 15:35 Uhr sank auch das Führerboot S 119 im Feuer von Lance und Loyal, nachdem es einen Torpedoangriff auf die Lance durchgeführt hatte. Ein Torpedo traf den Zerstörer mittschiffs, ohne zu explodieren. Das letzte schwimmende, aber manövrierunfähige Boot S 115 wurde von der Lennox geentert, die an Bord nur noch einen Deutschen gefangen nehmen konnte. Danach versenkte die Undaunted um 16:30 Uhr auch das vierte Boot. 218 Seeleute starben auf den Booten. 30 Seeleute wurde den Briten gefangen genommen. Zwei Seeleute wurden am nächsten Tag von einem neutralen Schiff gerettet. Nur drei Zerstörer hatte unbedeutende Treffer erhalten und vier britische Seeleute wurden verletzt.
Der Verlust der gesamten deutschen Halb-Flottille führte zu einer erheblichen Reduzierung der deutschen Aktivitäten gegen die britische Küste. Es wurden fast nur noch schwere Einheiten eingesetzt.
Als am 3. November 1914 erstmals die deutschen Schlachtkreuzer die britische Küste bei Gorleston und Yarmouth beschossen, fand die Undaunted die ablaufenden deutschen Kreuzer, konnte aber keine weiteren Kräfte heranführen.
Beim zweiten Angriff der Schlachtkreuzer auf Scarborough, Hartlepool, West Hartlepool und Whitby am 16. Dezember 1914 war Commodore Reginald Yorke Tyrwhitt mit der Harwich Force und seinen Leichten Kreuzern Aurora, Undaunted und 42 Zerstörer in See, wobei nur wenige der Zerstörer mit den deutschen Gefechtsberührungen hatten.

### Der Angriff auf Cuxhaven

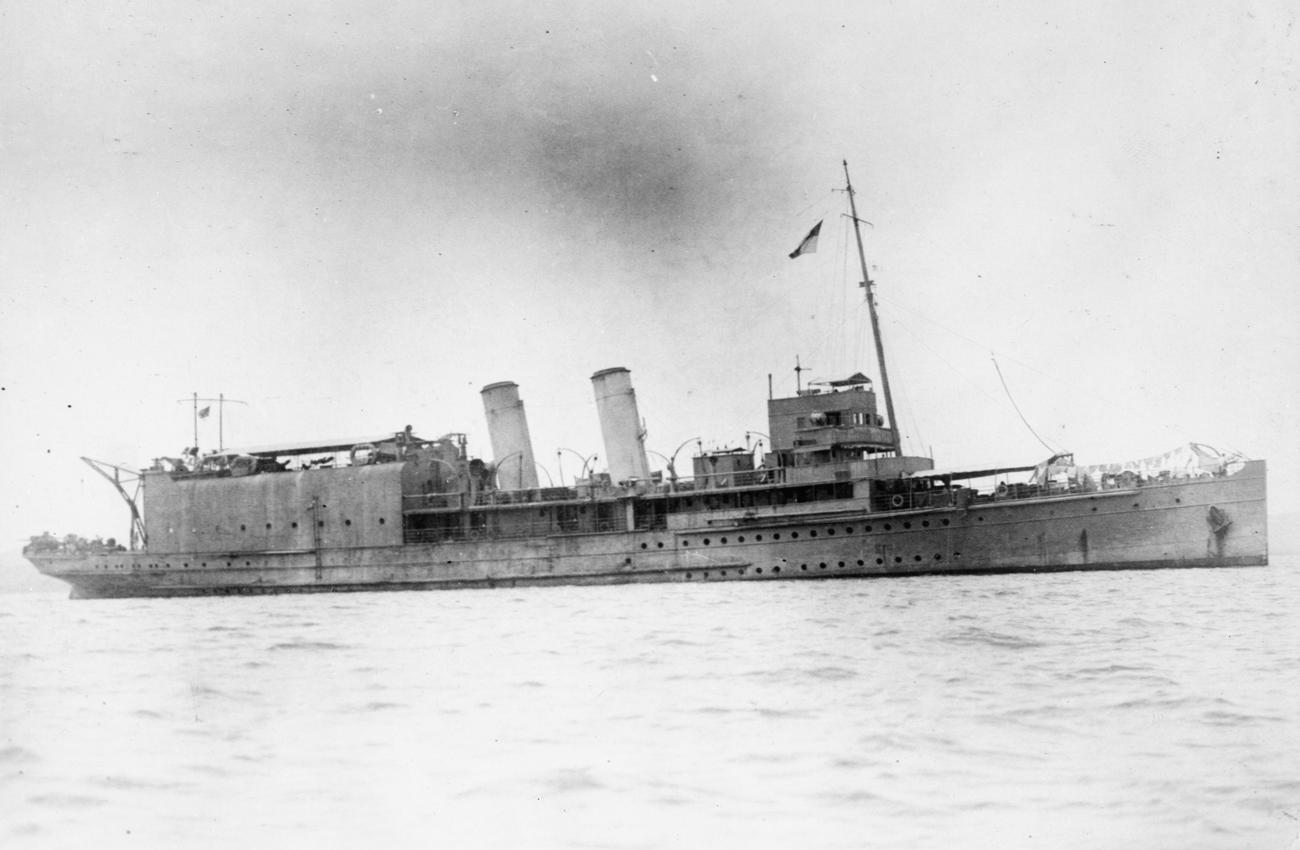
HMS Empress

Am 25. Dezember 1914 gehörte sie dann zu den Sicherungskräften des britischen Angriffs am Ersten Weihnachtstag auf Cuxhaven. Dies war der erste kombinierte See- und Luftangriff der Royal Navy, der die Luftschiffhallen der deutschen Zeppeline finden und, wenn möglich, bombardieren sollte. Die Harwich Force unter Commodore Tyrwhitt schützte die drei Flugzeugmutterschiffe Engadine, Riviera und Empress, ehemalige Kanalfähren, die je drei Seeflugzeuge in die Nähe von Helgoland transportierten, wo dann der Wasserstart der Maschinen erfolgen sollte.
Bei einer Lufttemperatur von gerade über Null Grad gelang sieben der eingesetzten Short-Maschinen der Start, zwei wurden gleich wieder an Bord genommen. Alle Besatzungen überlebten den über 3 Stunden dauernden Flug. Drei Maschinen kehrten zu den Tendern zurück, darunter die Maschine, auf der Robert Erskine Childers als Beobachter mitflog. Drei Maschinen landeten nahe Norderney, wo die Besatzungen vom U-Boot E11 an einem vereinbarten Treffpunkt aufgenommen wurden, das die Flugzeuge versenkte. Flt. Lt. Francis E.T. Hewlett musste auf dem Rückflug vor Helgoland notlanden und galt anfangs als vermisst. Ein holländischer Fischdampfer rettete ihn aber und brachte ihn am 2. Januar in IJmuiden an Land, von wo er nach Großbritannien zurückkehrte.

Nebel, eine sehr niedrige Wolkendecke und massive Luftabwehrfeuer verhinderten einen Erfolg des Angriffs, zumal die Luftschiffhallen bei Nordholz nicht gefunden wurden und bei anderen angegriffenen Zielen keine erheblichen Schäden verursacht wurden.
Am 24. Januar 1915 war die Undaunted am Gefecht auf der Doggerbank beteiligt, ohne aktiv in das Gefecht einzugreifen. Anschließend verlegte sie zur U-Boot-Jagd in die Irische See. Vom 9. bis 12. Februar war sie an der Sicherung der Überführung der Kanadischen Division von Großbritannien nach Frankreich beteiligt. Im April 1915 wurde die Undaunted durch eine Kollision mit dem Zerstörer Landrail schwer beschädigt. Im August 1915 kam sie wieder in Dienst bei der 9. Zerstörerflottille und nahm sofort an der Suche nach dem deutschen Minenleger Meteor teil, der von seiner Besatzung selbstversenkt wurde, als er am 9. August durch fünf britische Schiffe gestellt wurde.

### Der Angriff auf Hoyer

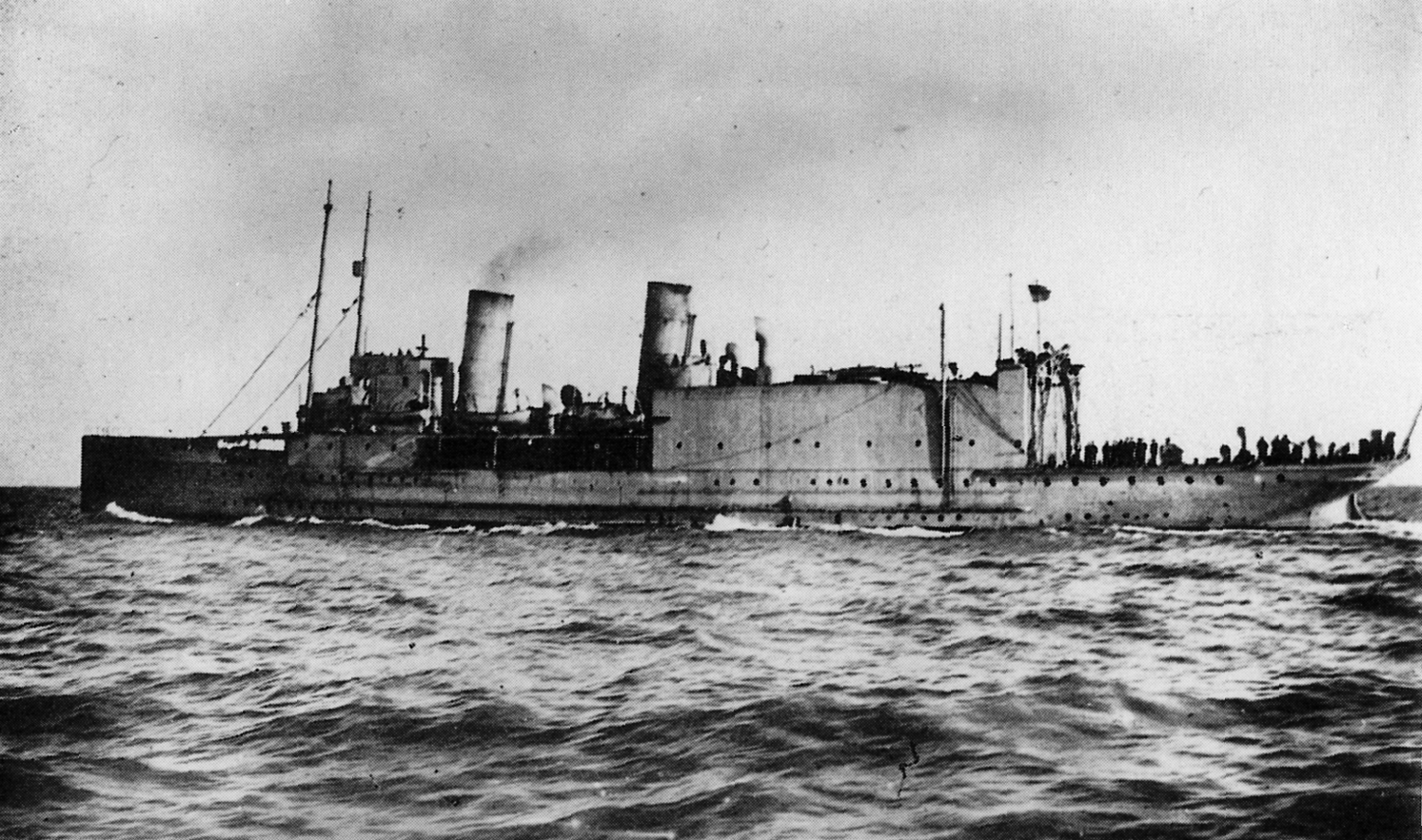
HMS Vindex

Die Undaunted nahm am 24. März 1916 mit der Harwich Force an einem weiteren Angriff auf eine Luftschiffbasis teil. Der erste Angriff auf Tondern richtete sich eigentlich gegen Hoyer, an der Küste Schleswigs hinter Sylt, wo die Briten die Luftschiffhallen vermuteten. Am 25. März 1916 flogen zwei Sopwith Baby und drei Short 184 von der Vindex einen Angriff auf den Luftschiffhafen. Sie fanden ihr genaues Ziel jedoch nicht; nur zwei Maschinen kehrten zur Vindex zurück.
Auf dem Rückmarsch entdeckte das Flaggschiff Cleopatra das deutsche Torpedoboot G 194 das in den britischen Verband geraten war. Der Kommandant der Cleopatra entschied sich, das deutsche Boot zu rammen, ehe dies die Situation erkannte. G 194 wurde in zwei Teile getrennt und sank. Die Cleopatra geriet durch dieses Manöver direkt vor den Bug der Undaunted, die bei dem Zusammenstoß schwere Schäden erlitt. Sie konnte nur mit 6 kn laufen, ohne einen totalen Zusammenbruch ihrer Schotten zu riskieren, und erreichte erst vier Tage nach der Kollision Seaham Harbour südlich von Sunderland. Die Sicherung der Undaunted durch die Briten und der Versuch der Deutschen sie zu vernichten, führten auf beiden Seiten zu Flottenbewegungen, die zeitweise die Möglichkeit einer Schlacht zwischen den Flotten eröffneten. Die Briten griffen daher Tondern am 4. Mai nochmals an, weil sie eine derartige Schlacht wollten. Der zweite Angriff war völlig erfolglos. Allerdings schossen die Sicherungskräfte das Zeppelin-Marineluftschiff L 7 auf seinem 77. Aufklärungsflug ab.

### Weitere Einsätze
Im April 1917 erhielt die Undaunted eine Einrichtung, um 70 Minen mitzuführen. Sie führte jedoch nie eine Minenlegeoperation durch. Sie kehrte als Führer der 10. Zerstörerflottille wieder zur Harwich Force zurück. Am 5. Juni 1917 nahm sie an der Beschießung des deutschen Stützpunktes Ostende teil und im Oktober wurde sie gegen Teile der Hochseeflotte eingesetzt, die einen Skandinavien-Geleitzug angriffen.
Im November 1918 verließ die Undaunted die Harwich Force und wurde mit den beiden Schwesterschiffen Aurora und Penelope der 7.Light Cruiser Squadron (7th LCS) der Grand Fleet mit der Carysfort als Flaggschiff bis zum März 1919 zugeteilt. Ihre anderen Schwesterschiffe Galatea, Royalist, Phaeton und Inconstant dienten in der 1st L.C.S. mit der Caledon als Flaggschiff der Grand Fleet bei der Battle Cruiser Force.
Im April 1919 wurde die Undaunted der Nore Reserve zugeteilt. 1921 wurde sie nochmals reaktiviert, um Truppen ins Mittelmeer zu transportieren. Aus der Reserve wurde sie am 9. April 1923 an John Cashmore Ltd in Newport zum Abbruch verkauft.